# 克孜尔尕哈石窟
克孜尔尕哈石窟是古代龟兹国石窟，和克孜尔石窟（即克孜尔千佛洞）、库木吐拉石窟、森木赛姆石窟、阿艾石窟同为龟兹石窟的重要组成部分，位于今中国新疆库车市西北，始建于5世纪。附近有克孜尔尕哈烽燧。
克孜尔尕哈石窟现存54个洞窟，46个编号洞，分布在东西宽170米、南北长300米内的崖壁上，是“丝绸之路”上重要的一处佛教文化遗址。

## 图库

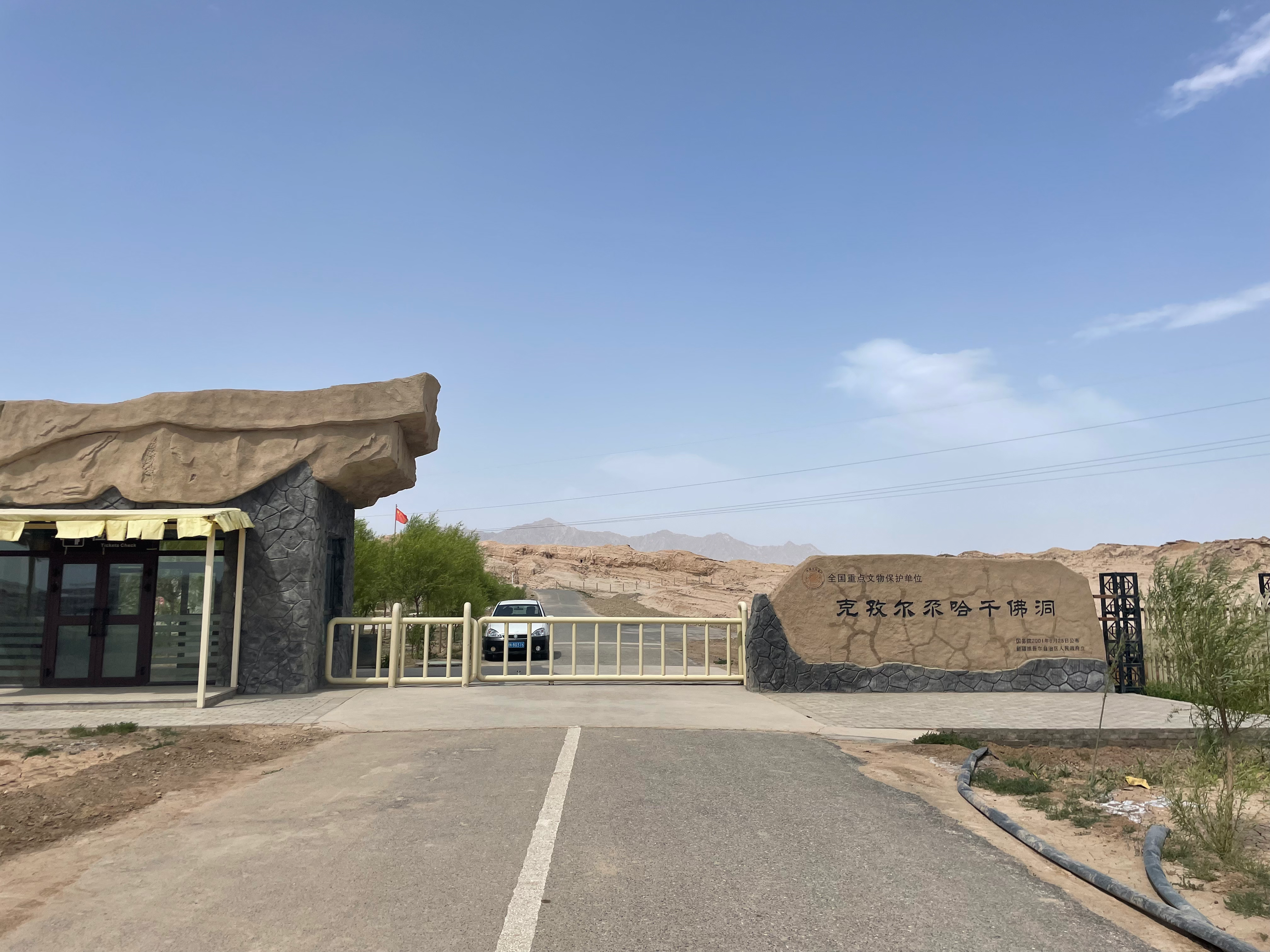
景区入口
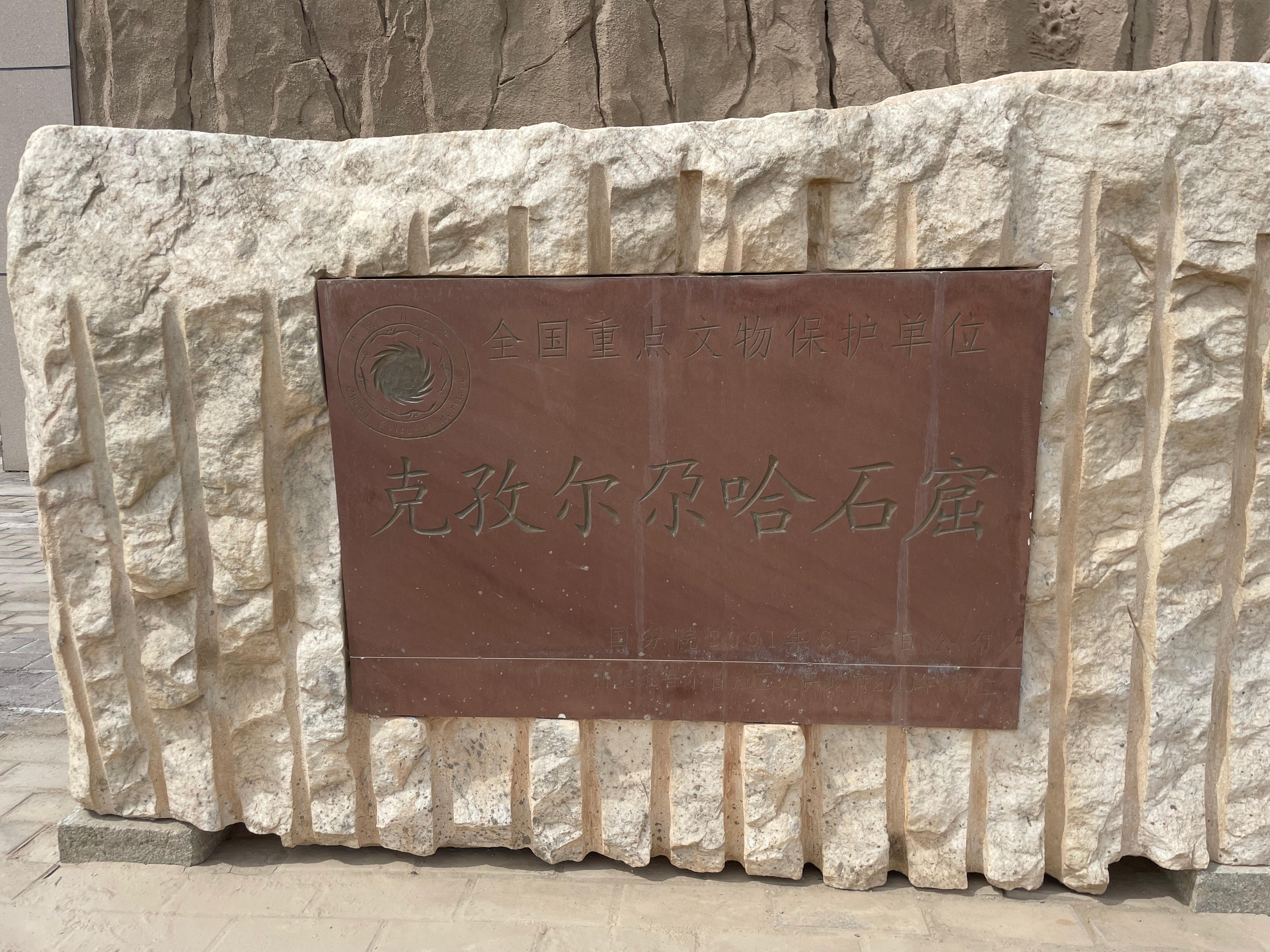
文保碑
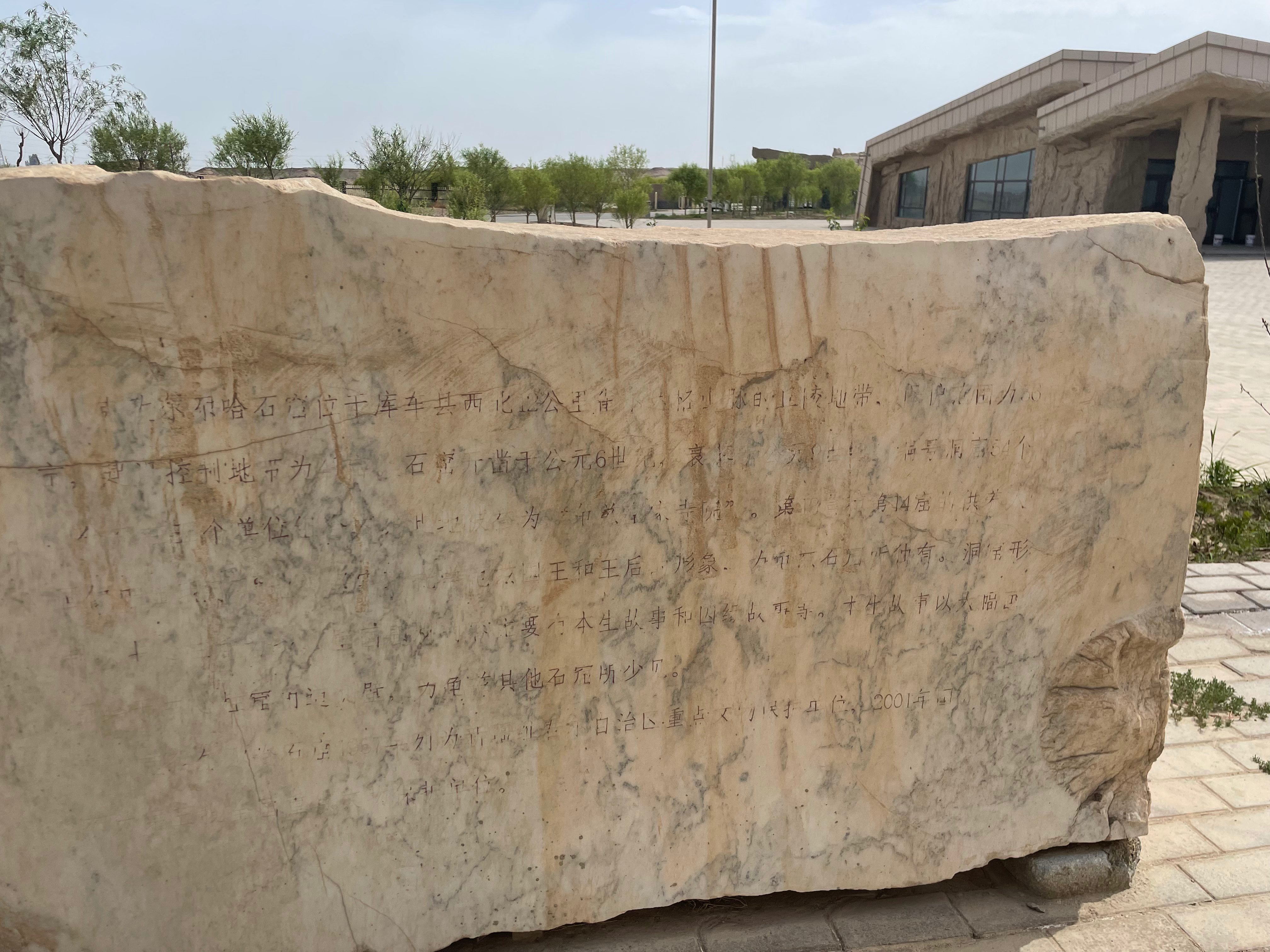
文保碑介绍
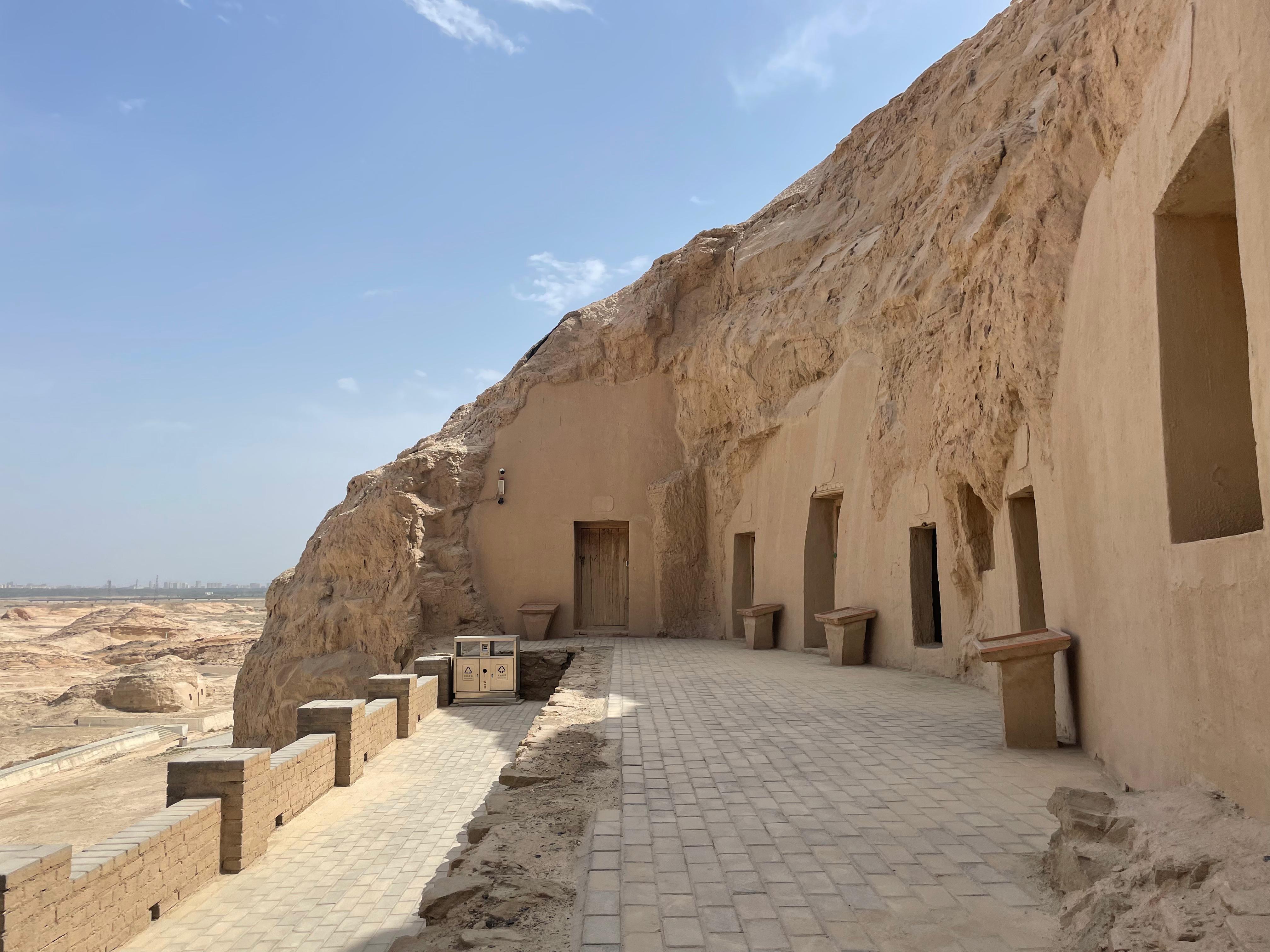
千佛洞
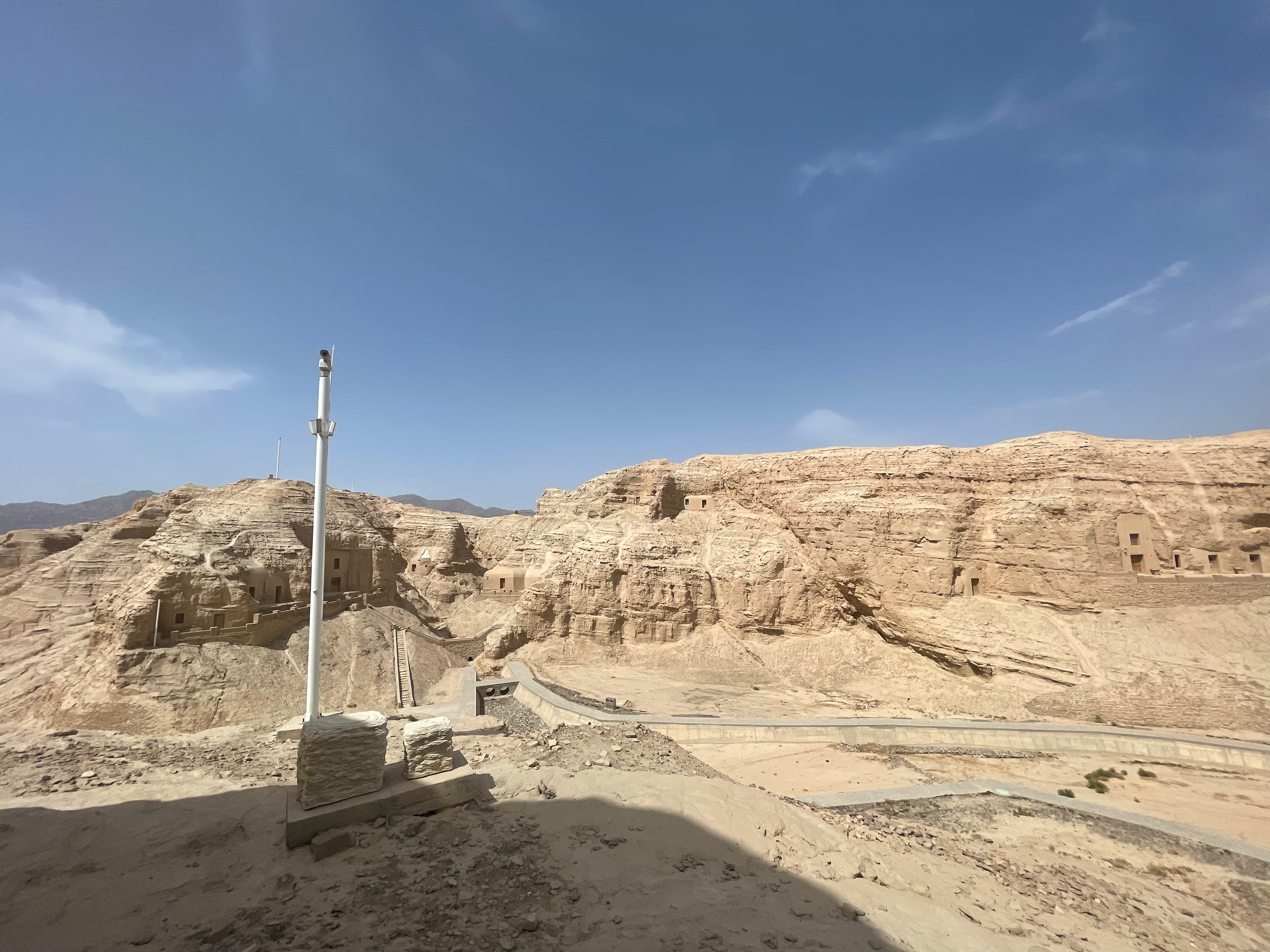
千佛洞
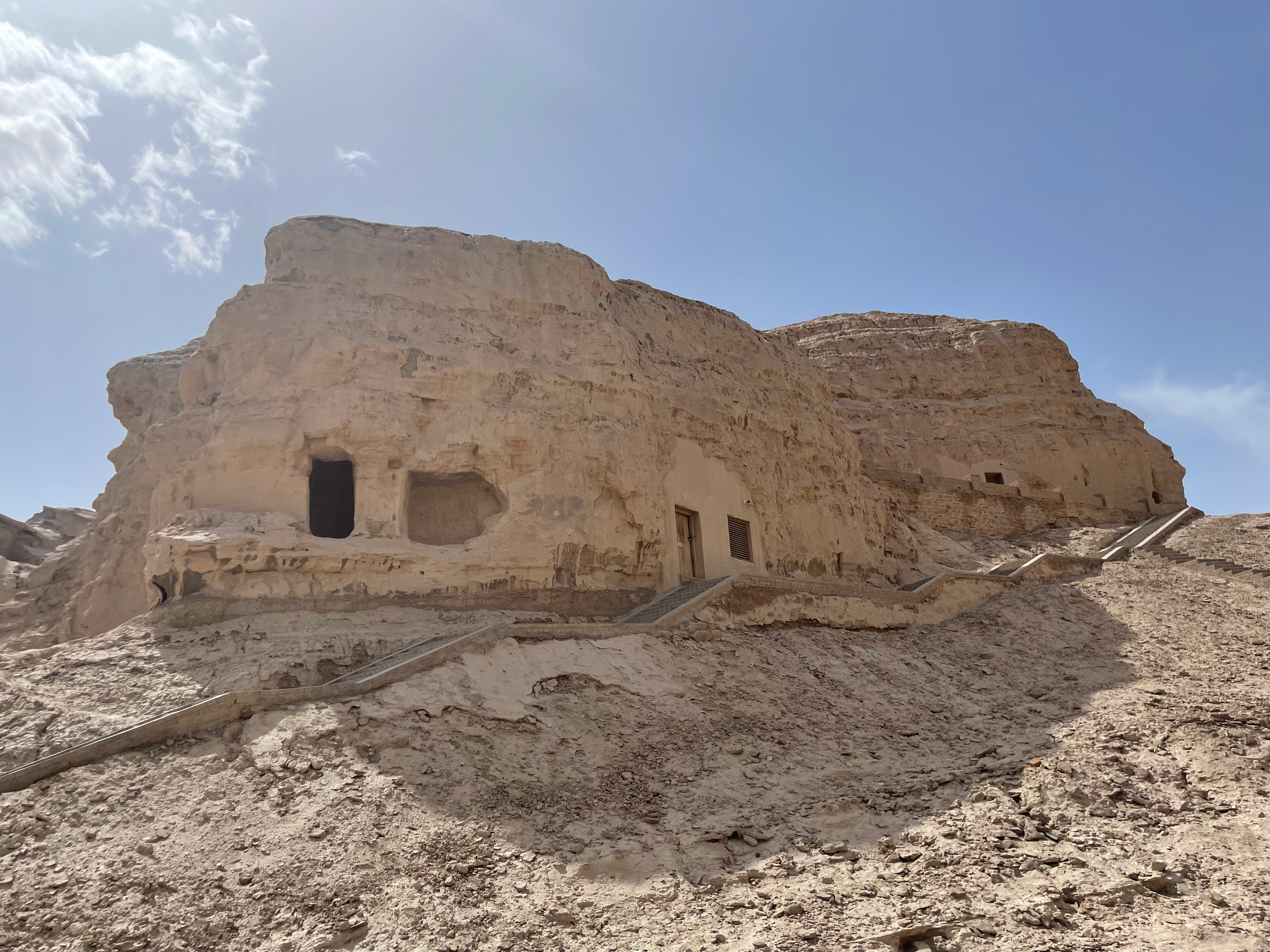
千佛洞